# Szerecsencinege
A szerecsencinege (Parus niger) a verébalakúak (Passeriformes) rendjébe, ezen belül a cinegefélék (Paridae) családjába tartozó 16 centiméter hosszú madárfaj. Angola, Botswana, Namíbia, Dél-Afrika, Szváziföld, Zambia, Zimbabwe, Tanzánia és Mozambik trópusi, szubtrópusi erdős szavannáin él. Rovarevő, különösen kedveli a hernyókat (táplálékát jelentik a mérgező szőrös példányok is), darazsakat, de nektárt és a fügét is fogyaszt. Faodúban fészkel, melyet a nőstény egyedül rendez be. A nőstény 1-6 tojást 15 napig költ augusztustól januárig. Monogám, de az adott területen élő hímek (akár négy is) közösen etetik a nőstényeket. Ennek ellenére a nőstény időnként elhagyja a fészkét, hogy táplálékot keressen. A hímek csoportja a fiókákat is közösen eteti. Ezek 24 naposan hagyják el a fészket, de csak mintegy két hét múlva keresnek maguknak táplálékot, s gyakran csupán 75 napos korukra válnak önellátókká.

## Alfajai
Három alfaja ismert: a P. n. niger (Vieillot, 1818) az Indiai-óceán partidékén, Dél-Afrikától Mozambik déli részéig él, P. n. ravidus (Clancey, 1964) Mozambik középső részén, Zambia keleti részén, Malawiban, Zimbabwében és Dél-Afrika északi részén él, valamint a P. n. xanthostomus (Shelley, 1892), mely Angolában Namíbiában, Botswanában, Tanzániában, Zambia középső és déli részén, Dél-Afrika északi részén, Mozambik északi részén és Zimbabwe északnyugati területein fordul elő.

## Külső hivatkozások
- Species text in The Atlas of Southern African Birds
- Parus niger
- Parus niger Archiválva 2011. május 6-i dátummal a Wayback Machine-ben